# Paul de Lapparent
Pour les articles homonymes, voir Famille Lapparent et Cochon (homonymie).
Paul de Lapparent, nom usuel de Marie Paul Cochon de Lapparent, est un artiste peintre, dessinateur, essayiste et historien d'art français né à Paris le 31 mars 1869, où il est mort le 23 janvier 1946. Il a signé une part de ses œuvres des initiales P.L.

## Biographie

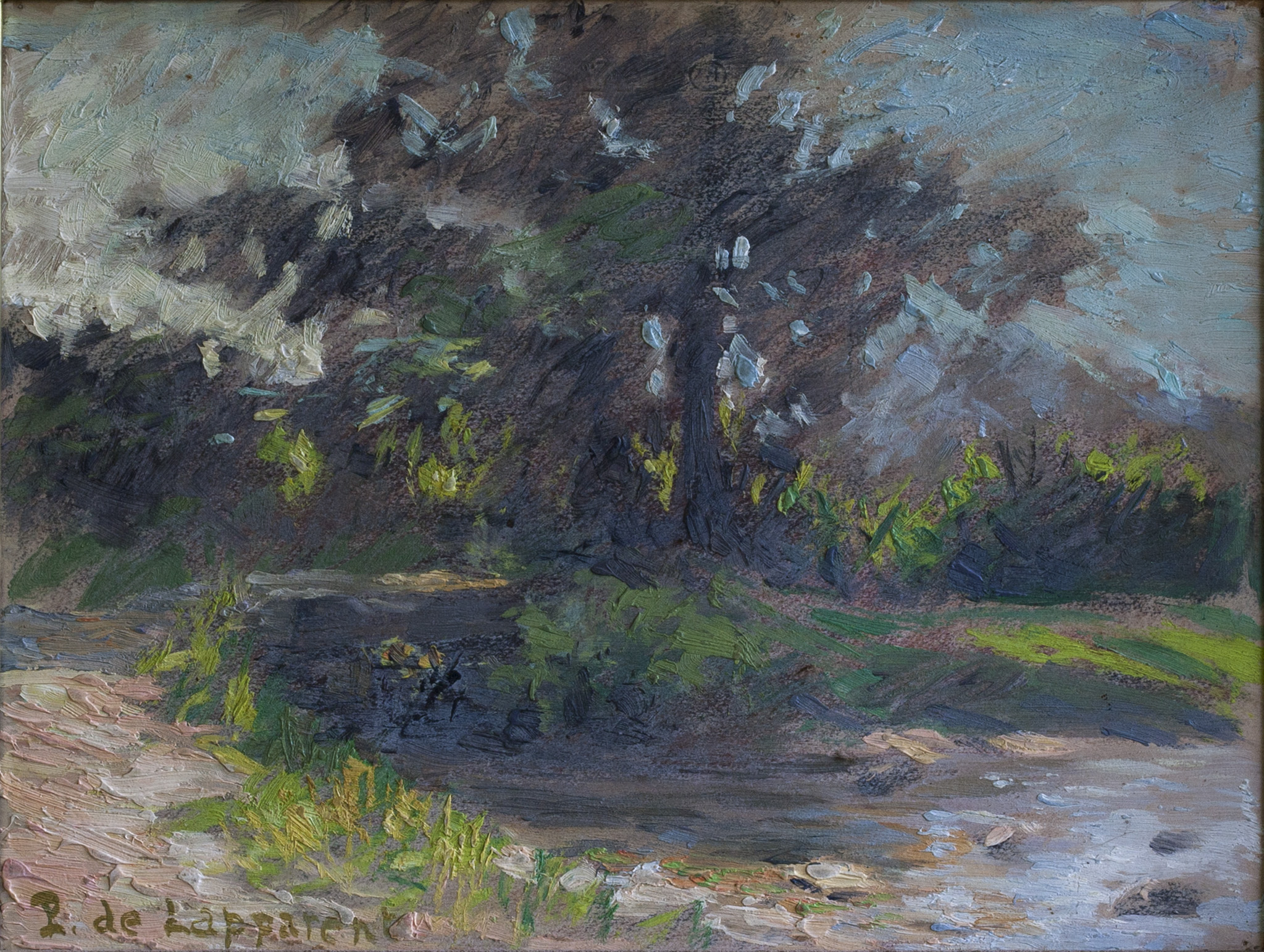
Paul de Lapparent, L'orée du bois, peinture sur panneau

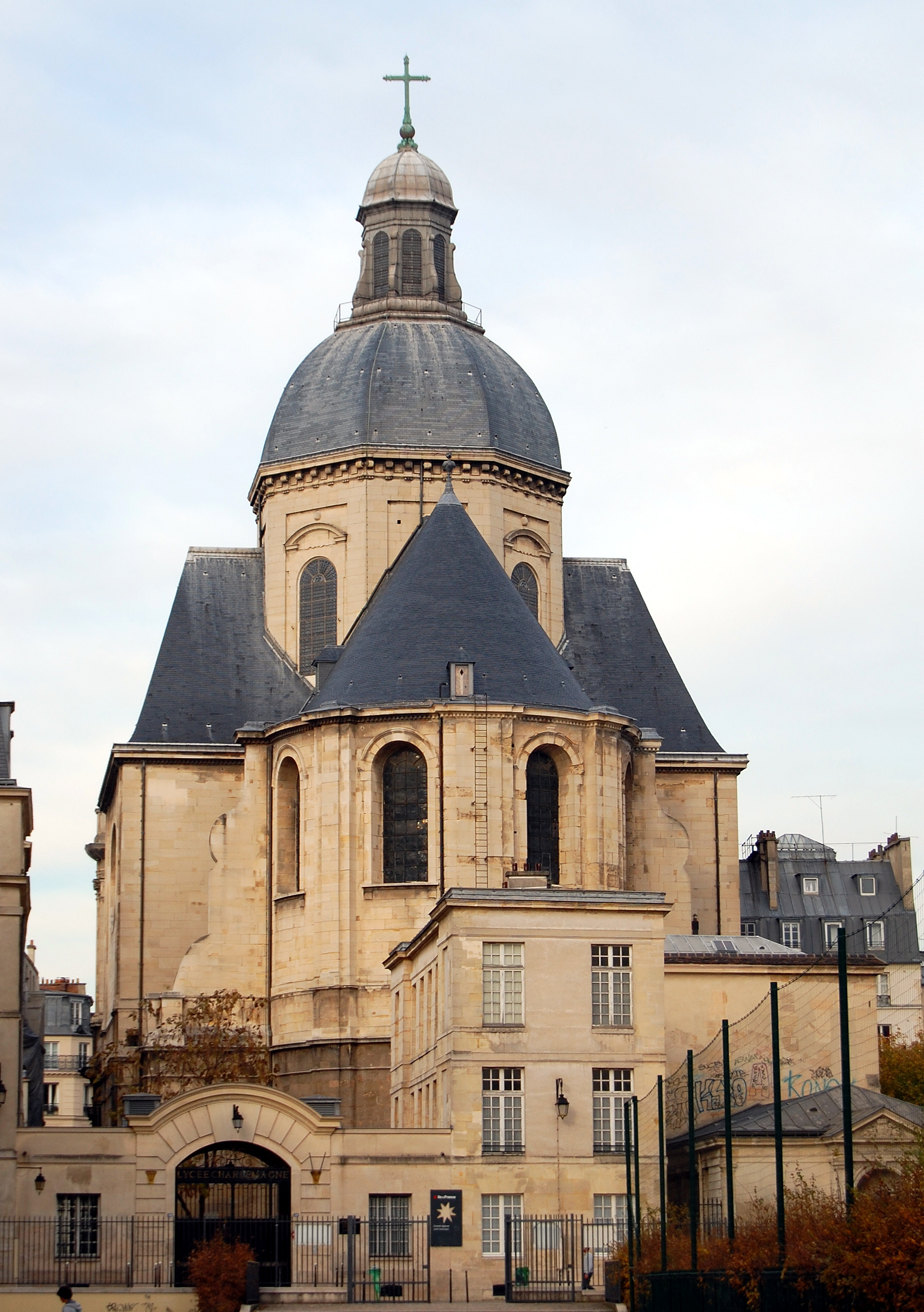
Paris, l'église Saint-Paul-Saint-Louis

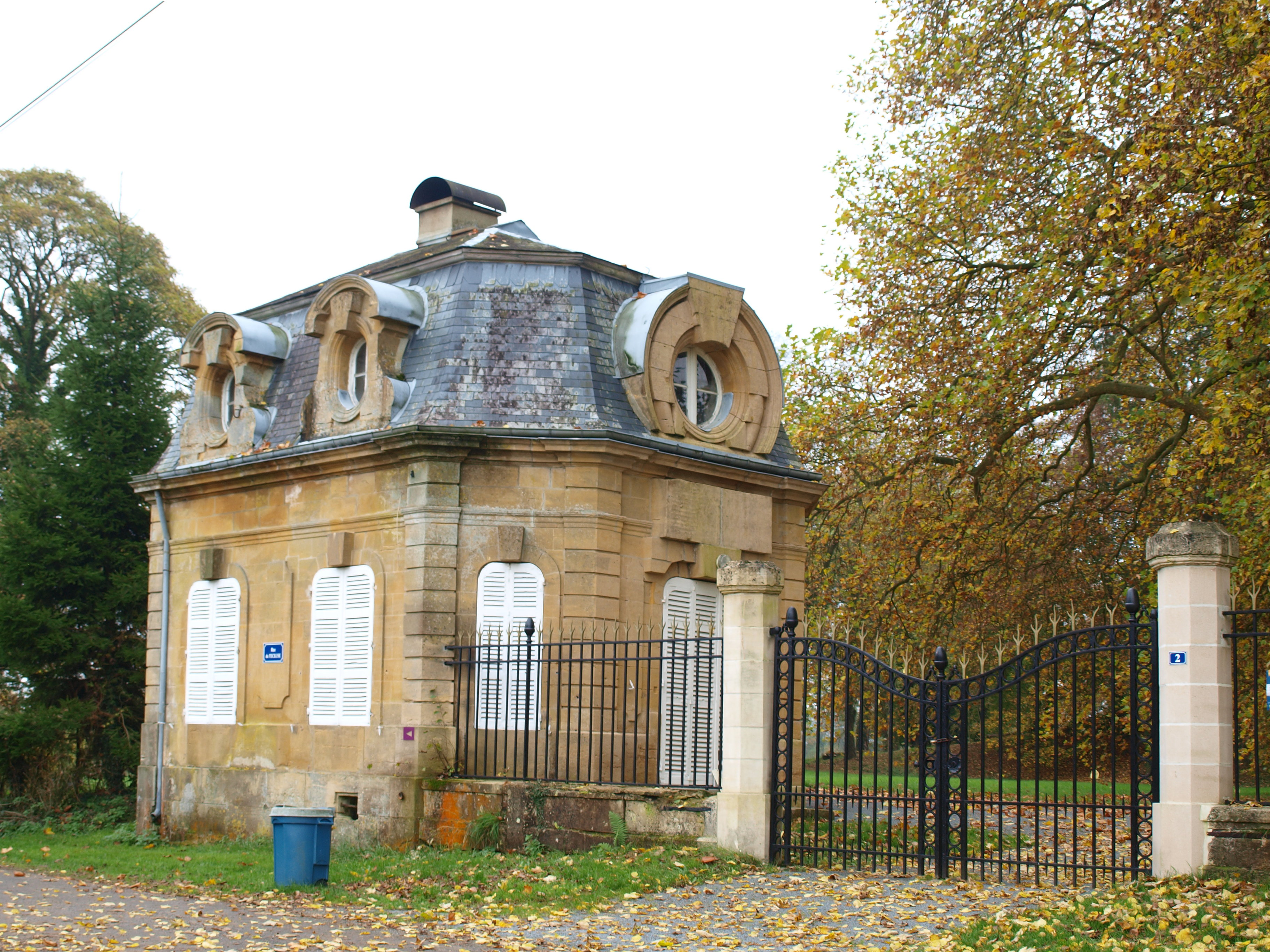
Vendresse (Ardennes), entrée du château de La Cassine

Paul de Lapparent est l'aîné des huit enfants du géologue Albert de Lapparent, membre de l'Académie des sciences, et de son épouse née Adèle Lucie Chenest. Il est de la sorte par son père descendant direct de Charles Cochon de Lapparent qui fut ministre de la police en 1796-1797, par sa mère descendant direct du maître de forges ardennais Jean-Nicolas Gendarme, propriétaire du château de la Cassine à Vendresse.
Cette double ascendance de Paul de Lapparent le fait se partager entre son domicile parisien du 25, quai d'Anjou (dans l'île Saint-Louis, les fenêtres du peintre s'ouvrent sur le dôme de l'église Saint-Paul-Saint-Louis dont il fait son sujet de prédilection) et Vendresse (son frère Pierre, installé au Mont-Dieu voisin où Jean-Nicolas Gendarme posséda la maison à Bar, y est le père du prêtre paléontologue Albert-Félix de Lapparent) qui constitue de même l'un des thèmes récurrents de sa peinture de paysages.
Veuf de Jeanne Guy qu'il avait épousée le 5 septembre 1911, Paul de Lapparent se remarie le 2 février 1933 avec Marianne Besson, docteur en médecine. Mort en 1946 sans postérité, il repose au cimetière de Vendresse.

## Publications

### Livres
- Étude sur les altérations des couleurs dans la peinture artistique, Éditions H. Laurens, Paris, 1901.
- Sainte Barbe, collection L'Art et les Saints, Éditions H. Laurens, Paris, 1926.
- La logique des procédés impressionnistes, Société française d'imprimerie d'Angers, Paris, 1926.
- Toulouse-Lautrec, collection Les Maîtres de l'art moderne, Les Éditions Rieder, Paris, 1927[5]. Traduit en anglais par William Frederick Herbert Whitmarsh sous le titre Masters of Modern Art : Toulouse-Lautrec, John Lane the Bodley Head, Londres, 1928, réédition Reink Bokks, 2017.

### Articles de presse
- « Critique du livre d'André Salmon : « L'art vivant » in Le Journal des arts, 22 décembre 1920.

## Expositions
- Salon d'automne, Paris, à partir de 1905[6].
- Salon des indépendants, Paris, à partir de 1905[6].
- Claude Robert, commissaire-priseur à Paris, deux ventes de l'atelier Paul de Lapparent, Hôtel Drouot, 1972, 17 novembre 1980[7].

## Réception critique
- « Technicien très averti en matière de peinture, écrivain d'art aussi, aucun dogmatisme pourtant n'apparaît dans ses portraits, ses paysages, ses vues de Paris, et sa spontanéité semble naturelle dans l'application pointilliste des lois du mélange optique des couleurs. » - Gérald Schurr[8].

## Musées et collections publiques
- Musée communal des beaux-arts d'Ixelles, La Gorge du Loup (îles d'Hyères), peinture.